# منظمة الصحة العالمية
منظمة الصحّة العالمية (يرمز لها اختصاراً WHO) هي واحدةٌ من عدة وكالات تابعة للأمم المتحدة متخصصة في مجال الصحة. وقد أُنشئت في 7 أبريل 1948. ومقرها الحالي في جنيف، سويسرا، ولديها ستة مكاتب إقليمية و150 مكتبًا ميدانيًا في جميع أنحاء العالم. فقط الدول ذات السيادة مؤهلة للانضمام، وهي أكبر منظمة صحية حكومية دولية على المستوى الدولي.
وهي السلطة التوجيهية والتنسيقية ضمن منظومة الأمم المتحدة فيما يخص المجالَ الصحي. وهي مسؤولةٌ عن تأديةِ دورٍ قيادي في معالجة المسائل الصحية العالمية، وتصميم برنامج البحوث الصحية ووضع القواعد والمعايير وتوضيح الخيارات السياسية المسندة بالبيّنات وتوفير الدعم التقني إلى البلدان ورصد الاتجاهات الصحية وتقييمها.
وقد باتت الصحةُ، في القرن الحادي والعشرين، مسؤوليةً مشتركةً تنطوي على ضمان المساواة في الحصول على خدمات الرعاية الأساسية وعلى الوقوف بشكل جماعي لمواجهة الأخطار عبر الوطنية.
تهدف منظمة الصحة العالمية إلى تحقيق أعلى مستوى ممكن من الصحة لجميع سكان العالم، وتعرف الصحة بأنها "حالة من الرفاهية البدنية والعقلية والاجتماعية الكاملة وليس مجرد غياب المرض أو العجز". تشمل الوظائف الرئيسية لمنظمة الصحة العالمية تعزيز السيطرة على الأمراض الوبائية والمتوطنة؛ وتوفير وتحسين التدريس والتدريب في مجال الصحة العامة، والعلاج الطبي للأمراض، والأمور ذات الصلة؛ وتعزيز إنشاء المعايير الدولية للمنتجات البيولوجية.
تأسست منظمة الصحة العالمية في 7 أبريل 1948، وبدأت عملها رسميًا في 1 سبتمبر 1948. وتضمنت أصول وموظفين وواجبات منظمة الصحة التابعة لعصبة الأمم والمكتب الدولي للصحة العامة ومقره باريس، بما في ذلك التصنيف الدولي للأمراض (ICD). بدأ عمل الوكالة على محمل الجد في عام 1951 بعد ضخ كبير للموارد المالية والفنية.
تتمثل المهمة الرسمية لمنظمة الصحة العالمية في تعزيز الصحة والسلامة مع مساعدة الفئات الضعيفة في جميع أنحاء العالم. وهي تقدم المساعدة الفنية للدول، وتضع المعايير الصحية الدولية، وتجمع البيانات حول القضايا الصحية العالمية، وتعمل كمنتدى للمناقشات العلمية أو السياسية المتعلقة بالصحة. تقدم منشوراتها الرسمية، تقرير الصحة العالمية، تقييمات للموضوعات الصحية في جميع أنحاء العالم.
لعبت منظمة الصحة العالمية دورًا رائدًا في العديد من الإنجازات في مجال الصحة العامة، وأبرزها القضاء على الجدري،  القضاء تقريبًا على شلل الأطفال، وتطوير لقاح الإيبولا. وتشمل أولوياتها الحالية الأمراض المعدية، مثل فيروس نقص المناعة البشرية/الإيدز والإيبولا والملاريا والسل؛ والأمراض غير المعدية مثل أمراض القلب والسرطان؛ والنظام الغذائي الصحي والتغذية والأمن الغذائي؛ والسلامة والصحة المهنية؛ وتعاطي المخدرات. وتدافع الوكالة عن التغطية الصحية الشاملة، والمشاركة في مراقبة مخاطر الصحة العامة، وتنسيق الاستجابات لحالات الطوارئ الصحية، وتعزيز الصحة والرفاهية بشكل عام.
تخضع منظمة الصحة العالمية لإدارة جمعية الصحة العالمية، التي تتألف من 194 دولة عضوًا. تنتخب جمعية الصحة العالمية وتقدم المشورة لمجلس تنفيذي يتألف من 34 متخصصًا في الصحة؛ وتختار كبير الإداريين في منظمة الصحة العالمية، المدير العام (حاليًا تيدروس أدهانوم غيبريسوس من إثيوبيا )؛ وتحدد الأهداف والأولويات؛ وتوافق على الميزانية والأنشطة. يتم تمويل منظمة الصحة العالمية في المقام الأول من خلال المساهمات من الدول الأعضاء (سواء كانت مقيدة أو طوعية)، تليها الجهات المانحة الخاصة. يبلغ إجمالي ميزانيتها المعتمدة لعامي 2020-2021 أكثر من 7.2 مليار دولار، بينما تزيد الميزانية المعتمدة لعامي 2022-2023 عن 6.2 مليار دولار. تبلغ الميزانية 6.83 مليار دولار لعامي 2024-2025.

## التاريخ
من المسائل التي ناقشها الدبلوماسيون، عندما اجتمعوا لتشكيل الأمم المتحدة في عام 1945، إنشاء منظمة صحية عالمية.
ودخل دستور المنظمة حيّز النفاذ في 7 نيسان/أبريل 1948- وهو التاريخ الذي أصبح يُعرف بيوم الصحة العالمي ويُحتفل به كل عام.

### التأسيس
عام 1892 في مدينة البندقية في إيطاليا تم عقد المؤتمر الصحي الدولي، أحد الاسباب لعقده في ذلك الوقت انتشار الكوليرا الآسيوية في ذلك القرن من قبل. كانت مكتب عموم أمريكا للصحة أول منظمة دولية مختصة بالمجال الصحي في عام 1902، ثم تولى المكتب الدولي للصحة العامة في باريس هذا الاختصاص عام 1909. بعد الحرب العالمية الأولى تم إنشاء منظمة عصبة الأمم الصحية بعد داخل إطار عصبة الأمم، بالرغم عن أنها لم تشمل المنظمات الصحية الأخرى. الحرب العالمية الثانية اعاقت هذه الجهود والمحاولات، التي قامت خلالها وكالة الأمم المتحدة للإغاثة والتأهيل بدور في المبادرات الصحية الدولية. وبناء على طلب البرازيل أثناء مؤتمر الأمم المتحدة المعني بالمنظمة الدولية، تم إدراج الصحة في ميثاق الأمم المتحدة.كذلك، تم إصدار قرار يقضي بإنشاء هيئة صحية دولية، بمشاركة من البرازيل والصين معاً. وكذلك رجل السياسة الهندي جواهرلال نيهرو قد قام بتأييد بدء منظمة الصحة العالمية. في فبراير 1946، ساهم المجلس الاقتصادي والاجتماعي للأمم المتحدة في كتابة صيغة دستور المنظمة الجديدة. وفي 1946 في الشهر السادس منها بدأ توقيع الدستور من قبل ممثلين لإحدى وستين دولة، ليتم تفعيله عند المصادقة عليه من قبل 26 دولة.وإلى حين حدوث ذلك، تم تحضير لجنة مؤقتة من 18 دولة. ولإبداء وتأكيد الطابع العالمي الحقيقي لما تسعى المنظمة إلى تحقيقه تم استبدال كلمة «الدولي» بمصطلح «العالمي». يتكون دستور منظمة الصحة العالمية من أربع وثائق بعد أن تم تطويره بواسطة الحكومة الفرنسية والبريطانية والولايات المتحدة ويوغوسلافيا. وكان هناك إجماع بالرأي على أن العضوية لا ينبغي أن تتكون فقط من أعضاء الأمم المتحدة، ولذلك تم السماح لبلدان أخرى بإرسال شاهدين على كتابة الدستور. وفي الفترة ما بين 19 حزيران و22 تموز لعام 1946 تم عقد مؤتمر الصحة الدولي، وحضره واحد وخمسين ممثل من الأمم المتحدة، وثلاث عشر دولة ليست من الاعضاء، ومن لجان الحلفاء ثلاثة وعشرة من المنظمات الدولية. تولى الدكتور توماس باران رئاسة المؤتمر. كانت أكثر القضايا التي تمت مناقشتها هي دور الاتحاد السوفييتي (الذي تواجد في المؤتمر) ومشاركات وتعاون المنظمات الدولية الأخرى، والتي تم إدارتها واتُّفق عليها. تمت المصادقة والتوقيع على دستور منظمة الصحة العالمية من قبل إحدى وستين دولة بحلول الثاني والعشرين من يوليو في عام 1964، والذي تم وصفه بأنه «يوم تاريخي» بالنسبة لمقال في العلوم.وتم اعتبارها أول وكالة متخصصة تابعة للأمم المتحدة كل أعضاء الأمم المتحدة اشتركوا فيها. تم البدأ بتنفيذ دستورها رسميًا في يوم الصحة العالمي الأول في السابع من أبريل لعام 1948، وذلك عندما تم المصادقة والتوقيع عليه من قبل الدولة العضوة السادسة والعشرين. بقرار من الجمعية العامة تم الإذن بالتحويل. المكتب الدولي للصحة العامة تم دمجه في اللجنة المؤقتة لمنظمة الصحة العالمية في الأول من يناير في عام 1974. الاجتماع الأول انتهى لجمعية الصحة العالمية في الرابع والعشرين من تموز لعام 1948، بعد حصوله على ميزانية تبلغ خمسة ملايين دولار أمريكي (ثم 1250000 جنيه إسترليني) لعام 1949. تم تعيين الدكتورة أندريا ستامبار أول رئيسة للجمعية، وتم تعيين الدكتورة جي بروك تشيشوليم كمديرة عامة لمنظمة الصحة العالمية، بعد أن تم فصلها من منصبها كأمين تنفيذي عبر مراحل التخطيط. كانت اولى أولوياتها الملاريا، السل، الأمراض المنقولة جنسيا، صحة الأم والطفل، التغذية، النظافة البيئية. قانونها الأول التشريعي كان يتعلق بتجميع إحصائيات دقيقة عن انتشار المرض ومدة المراضة. تم إنشاء خمسة مكاتب إقليمية بسرعة لاستكمال العاملين والموظفين المركزيين في جنيف، سويسرا. شعار منظمة الصحة العالمية يتميز بعصا أسكليبيوس الذي يمثل رمز للشفاء.

## التمويل
تعطى منظمة الصحة العالمية ميزانيتها على شكل ثنائيات (أي كل سنتين معاً)، ويُستمد الإطار الخاص بموارد المنظمة ونفقاتها المالية من برنامج العمل العام الحادي عشر الذي يغطي الحقبة 2006-2015. واعتباراً من الثنائية 2008-2009 شُكّلت الخطة السداسية الإستراتيجية المتوسطة الأجل (للحقبة 2008-2013)، التي تشمل ثلاث ثنائيات، الأمر الذي يحدد الإطار اللازم للإدارة القائمة على تحقيق أهداف المنظمة.

## الأهداف
يقول دستور منظمة الصحة العالمية، إن الغرض منها هو توفير أفضل ما يمكن من الحالة الصحية لجميع الشعوب حتى الآن. لتحقيق هذا الهدف بدأت حملة في عام 1998 تسمى "الصحة للجميع في القرن الحادي والعشرين، كما تعتمد جمعية الصحة العالمية على إعلان ألمل آتا من عام 1978. ينبغي أن تكون درجة الصحة على مستوى يُتاح لجميع الناس، ومنتجةً اجتماعياً واقتصادياً. الصحة تعتبر جزءاً أساسياً من التنمية البشرية المتطورة. دستور منظمة الصحة العالمية يصحح منَ اكتمال السلامة بدنيا وعقليا والرفاهِ الاجتماعي، ووجود المرض أو العجز. هذا التعريف للصحة التي حددتها لمفهوم تعزيز الصحة في ميثاق أوتاوا لعام 1986 وضعت منظمة الصحة العالمية. وافترض تحقيق هذا الشرط سواء من الأفراد والجماعات؛ لتلبية احتياجاتهم ورغباتهم والآمال والواقع، وتصور بيئتهم والتعامل مع التغيير.

## الأنشطة

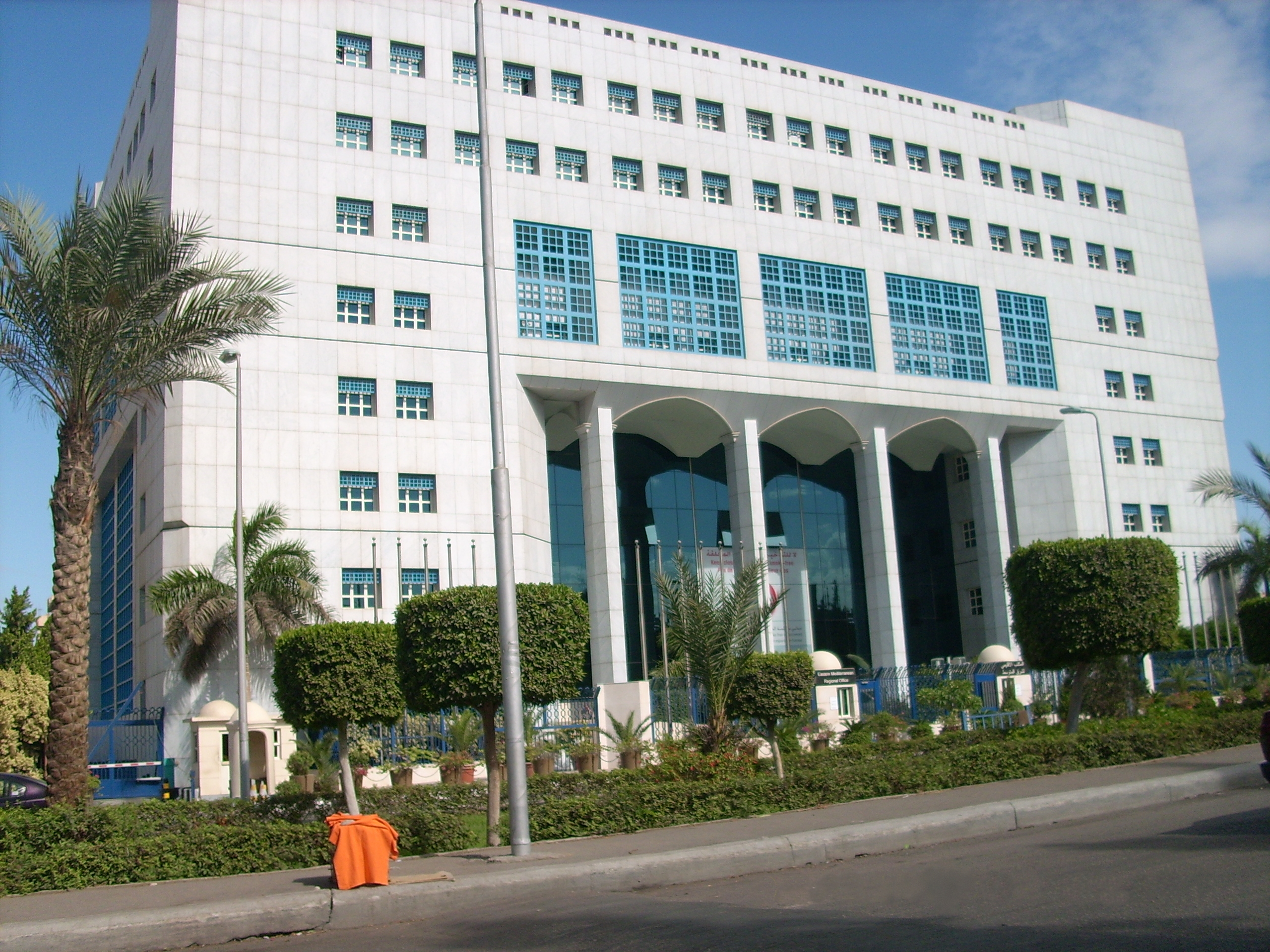
المكتب الإقليمي للمنظمة بمدينة نصر - القاهرة

بالإضافة لتنسيق الجهود العالمية لمراقبة نشوء أمراض العدوى، كمرض السارس (بالإنجليزية: SARS) ومرض البرداء ومرض الإيدز، ترعى منظمة الصحة العالمية برامج للوقاية والعلاج لهذه الأمراض.
وتدعم منظمة الصحة العالمية تطوير وتوزيع لقاحات (تطعيمات) Vaccines آمنة وفعالة، والكواشف الصيدلانية pharmaceutical diagnostics، والأدوية.
وبعد أكثر من عقدين على مكافحة الجدري Smallpox أعلنت منظمة الصحة العالمية في 1980 التمكن من القضاء على الجدري.وهذا أول مرض يُسْتَأْصَل بمجهود بشري.
وتسعى المنظمة لاستئصال شلل الأطفال (بالإنجليزية: polio) في السنوات القليلة القادمة.
وتسعى المنظمة لتعزز أمور صحية أخرى غير مكافحة الأمراض ومنها تشجيع استهلاك الخضار والفواكة ومحاربة انتشار التدخين في العالم، وقد أصدرت تقريراً عن أهم الأخطار الصحية عالمياً جاء التدخين فيه أحد أهم عشرة أخطار صحية.
ومن نجاحات المنظمة عملها في تطور لقاح للإنفلونزا، وتجري المنظمة العديد من الأبحاث ومنها عن تأثير الحقول الكهرطيسية (الهاتف الخلوي) على الصحة، وتحدث بعض أبحاث المنظمات جدلاً حول نتائجها فقد ناقشت شركات التبغ أبحاث التبغ كما تناقش حالياً شركات صناعة السكر تقريراً فنياً أوصى بعدم تجاوز نسبة السكر 10% من القوت الصحي.

## الهيكلية

### المكاتب الإقليمية

المكاتب الإقليمية لمنظمة الصحة العالمية:
إفريقيا ; المقر الرئيسي : برازافيل، الكونغو
الأمريكيتين ; المقر الرئيسي واشنطن العاصمة، و م أ
شرق المتوسط ; المقر الرئيسي : القاهرة، مصر
أوروبا ; المقر الرئيسي : كوبنهاغن، الدانمارك
جنوب شرق آسيا ; المقر الرئيسي : دلهي الجديدة، الهند
غرب المحيط الهادي ; المقر الرئيسي : مانيلا، الفلبين

يتبع لمنظمة الصحة العالمية 6 مكاتب إقيلمية تغطي 193 بلداً حول العالم.
| الإقليم           | المكتب الرئيسي                              | ملاحظات | الموقع الإلكتروني |
| ----------------- | ------------------------------------------- | --- | ----------------- |
| أفريقيا           | برازافيل، جمهورية الكونغو                   | المكتب الإقليمي لأفريقيا يضم كافة البلدان الأفريقية باستثناء مصر، السودان، جنوب السودان، تونس، ليبيا، الصومال والمغرب (تقع جميعها تحت المكتب الإقليمي لشرق المتوسط).         | AFRO              |
| أوروبا            | كوبنهاغن، الدنمارك.                         | المكتب الإقليمي لأوروبا يشمل معظم دول أوروبا بالإضافة إلى إسرائيل. | EURO              |
| جنوب شرق آسيا     | نيودلهي، الهند                              | معظم دول جنوب شرق آسيا، باللإضافة إلى كوريا الشمالية. | SEARO             |
| شرق المتوسط       | القاهرة، مصر                                | المكتب الإقليمي لشرق المتوسط يشمل بلدان أفريقيا التي لم يتم تضمينها في المكتب الإقليمي لأفريقيا، باكستان، فضلاً عن دول الشرق الأوسط، باستثناء إسرائيل.                        | EMRO              |
| غرب المحيط الهادئ | مانيلا، الفلبين.                            | المكتب الإقليمي لغرب المحيط الهادئ يشمل جميع البلدان الآسيوية التي لا تتلع إقليم جنوب شرق آسيا وإقليم شرق المتوسط، وجميع البلدان في أوقيانوسيا. بالإضافة إلى كوريا الجنوبية. | WPRO              |
| الأمريكتين        | واشنطن العاصمة، الولايات المتحدة الأمريكية. | المكتب الإقليمي للأمريكتين يغطي الأمريكتين. | AMRO              |

## الإدارة
تقوم الدول الأعضاء البالغ عددها 193 دولة بممارسة السلطة الرئاسية في المنظمة عن طريق جمعية الصحة العالمية. حيث تتألف هذه الجمعية من مندوبين للدول الأعضاء. وتقوم الجمعية بإقرار برنامج المنظمة وميزانيها لفترة السنتين التالية والبت في أهم مسائل السياسة العامة.وتعقد الجمعية اجتماعا سنويا في جنيف في مايو/أيار من كل عام.
ولها مجلس تنفيذي يتألف من 34 عضواً يتم انتخابهم لولاية تدوم ثلاث سنوات. ويتولى المجلس تنفيذ قرارات جمعية الصحة وسياساتها.
ويعقد المجلس التنفيذي اجتماعاته في يناير/كانون الثاني من كل عام لاعتماد القرارات التي تتم إحالتها إلى جمعية الصحة، مع عقد اجتماع ثانٍ أقصر مدة في أيار/مايو بعيد اختتام جمعية الصحة، وذلك للنظر في المزيد من المسائل الإدارية.

### المدراء العامون

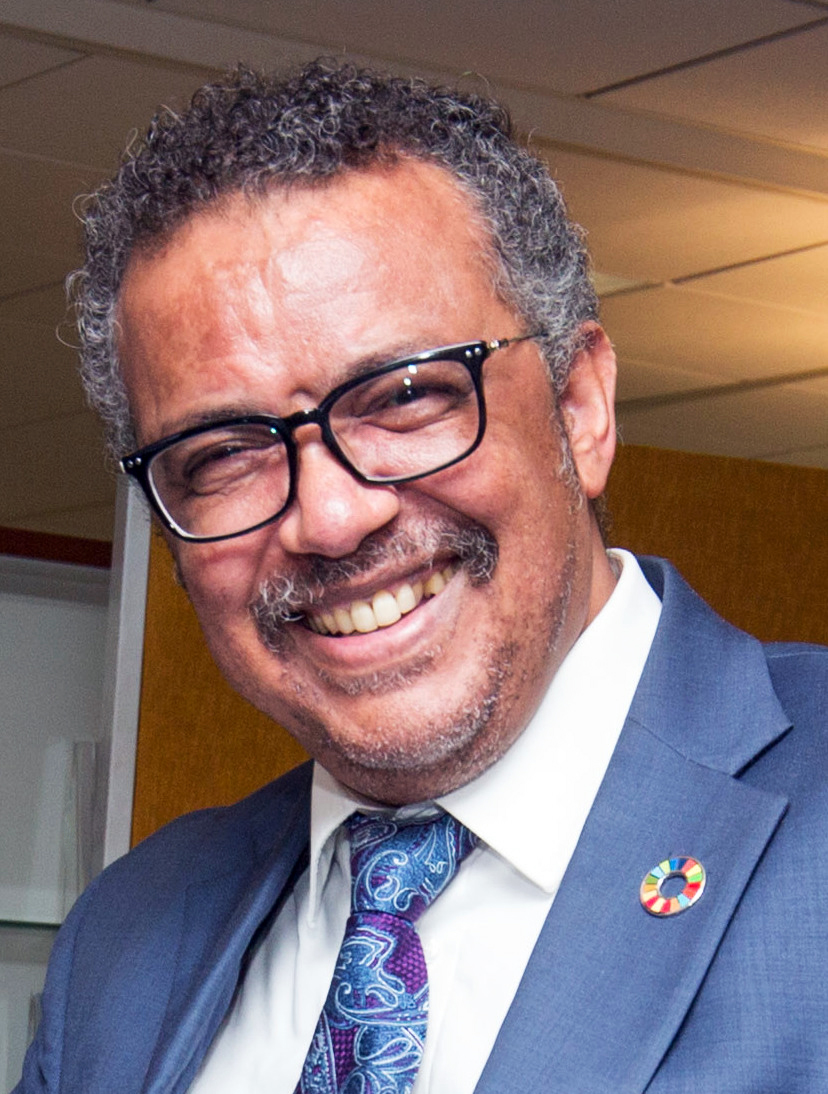
تيدروس أدهانوم غيبريسوس، المدير العامّ لـمنظمة الصحة العالمية

| الاسم                   | البلد/المنطقة  | مدّة الخدمة     | ملاحظات               |
| ----------------------- | -------------- | -------------- | --------------------- |
| بروك تشيشولم            | كندا           | 1948–1953      |                       |
| مارآولينو غوميز كاندو   | البرازيل       | 1953–1973      |                       |
| هالفدان ماهلر           | الدنمارك       | 1973–1988      |                       |
| هيروشي ناكاجيما         | اليابان        | 1988–1998      |                       |
| غرو هارلم برونتلاند     | النرويج        | 1998–2003      |                       |
| جونغ- ووك لي            | كوريا الجنوبية | 2003–2006      |                       |
| آندرس نوردستروم         | السويد         | 2006–2007      | المدير العام بالنيابة |
| مارغريت تشان            | الصين          | 2007– 2017     |                       |
| تيدروس أدهانوم غيبريسوس | إثيوبيا        | 2017– حتى الآن |                       |

## مجالات عمل المنظمة
تهتم هذه المنظمة بتشجيع الأبحاث الطبية، وتقترح عقد الاتفاقيات في شؤون الصحة العالمية وتراقب تفشي الأمراض السارية مثل الجدري والطاعون والأوبئة الخطيرة الأخرى وتعمل على مكافحتها، كما تعمل على توفير الحماية الصحية للأمومة والطفولة، لرفع مستوى الصحة العقلية والنفسية ونشر الوعي من أجل حماية مياه الشرب من التلوث. وتقوم الدول المشاركة بتبادل الخبرات والقضاء على العديد من الأمراض المزمنة والفتاكة، وتقوم أيضاً بعقد العديد من الورش التدريبية التي تهدف إلى تطوير الخدمات الصحية.

## مطبوعات المنظمة
- المطبوعات الرئيسية

1. التقرير الصحي العالمي
2. السفر الدولي والصحة
3. لوائح الصحة الدولية
4. التصنيف الإحصائي الدولي للأمراض
5. دستور الدواء الدولي (ومنه نسخة معربة)

- المجلات

1. نشرة منظمة الصحة العالمية
2. مجلة صحة شرق المتوسط
3. مجلة الصحة العامة بان أمريكان
4. سجل الوبائيات الأسبوعي
5. معلومات الدواء من منظمة الصحة العالمية

ولكل إقليم تقريباً منشوراته الخاصة أيضاً، وللمنظمة نشر طبي وتقني صحي واسع يغطي مختلف المجالات العامة والتخصصية وتعتمد عدة لغات ومنها اللغة العربية.
- ومن مطبوعاتها المهمة :

1. الجراحة في مشافي الضواحي
2. إستراتيجية الطب الشعبي
3. الأزمة المالية العالمية والصحة (تقرير)|الصحة والأزمة المالية

## مشاريع وبرامج المنظمة
للمنظمة الكثير من البرامج والمشاريع:
- هيئة الدستور الغذائي الدولي أو الكوديكس
- الشراكة الدولية للسلامة الكيماوية
- التحالف لمجابهة الدواء المزور
- التقنيات الصحية الأساسية

وغيرها

## وصلات خارجية
- منظمة الصحة العالمية على موقع الموسوعة البريطانية (الإنجليزية)
- الموقع الرئيسي لمنظمة الصحة العالمية باللغة العربية